# Mariatou Diarra
Mariatou Diarra (Bamako, 20 novembre 1985) è un'ex cestista maliana.

## Carriera
Con il Mali ha disputato i Giochi olimpici di Pechino 2008.